# Mahmut Gareev
Mahmut Ahmetovici Gareev (în rusă: Махмут Ахметович Гареев, în tătară: Мәхмүт Әхмәт улы Гәрәев; n. 23 iulie 1923, Celiabinsk, RSFS Rusă, URSS – d. 25 decembrie 2019, Moscova, Rusia) a fost un general de armată rus, istoric, și om de științe militare. S-a născut la Celiabinsk într-o familie de origine tătară.
A deținut funcția de șef de Stat Major General al Forțelor Armate ale URSS.
De asemenea, este Președintele Academiei Rusești de Științe Militare.
Ca pregătire, are un doctorat în istorie și științe militare.
Un veteran decorat al celui de-al Doilea Război Mondial, a avut o carieră foarte îndelungată în Forțele Armate ale URSS începând cu gradul de locotenent clasa a III-a la începutul războiului (fiind un absolvent al TVKOU la Tașkent în 1941) și ajungând până la gradul de general în anii 70.
Funcțiile deținute includ și rolul de consilier militar al președintelui Egiptului în anii 70 precum și acela de consilier militar al președintelui Afganistanului (Președintele Najibullah) între 1989 și 1991.
A fost implicat în domeniul istoriei militare încă din anii 50.  Este autorul a numeroase cărți și este editor-șef al multor opere colective. Unele dintre cărțile și articolele sale au fost traduse și publicate și în limba engleză.  Este considerat teoreticianul militar cel mai extraordinar al Rusiei.
Este de religie musulmană sunită.